# Клен ясенелистий
Клен ясенели́стий (Acer negundo L.)  — вид дерев роду клен родини сапіндових, що походить з Північної Америки. Традиційні українські назви також включають клен ясенолистий, клен американський, клен простий, хрущак; на Київщині зустрічається місцева назва кленчак; на Харківщині використовується назва кленок. Вид був інтродукований та натуралізувався на більшості континентів, зокрема у Південній Америці, Австралії, Новій Зеландії, Південній Африці, майже по всій Європі й в окремих частинах Азії. В Україні трапляється дуже часто та вважається дуже шкідливим інвазійним видом.
У 2023 році згідно з наказом Міністра захисту довкілля та природних ресурсів України № 695/39751 від 05.05.2023 включений до "Переліку чужорідних видів дерев, заборонених у відтворенні лісів", з відповідною забороною використовувати його для створення та відновлення лісів та полезахисних смуг в Україні.

## Опис

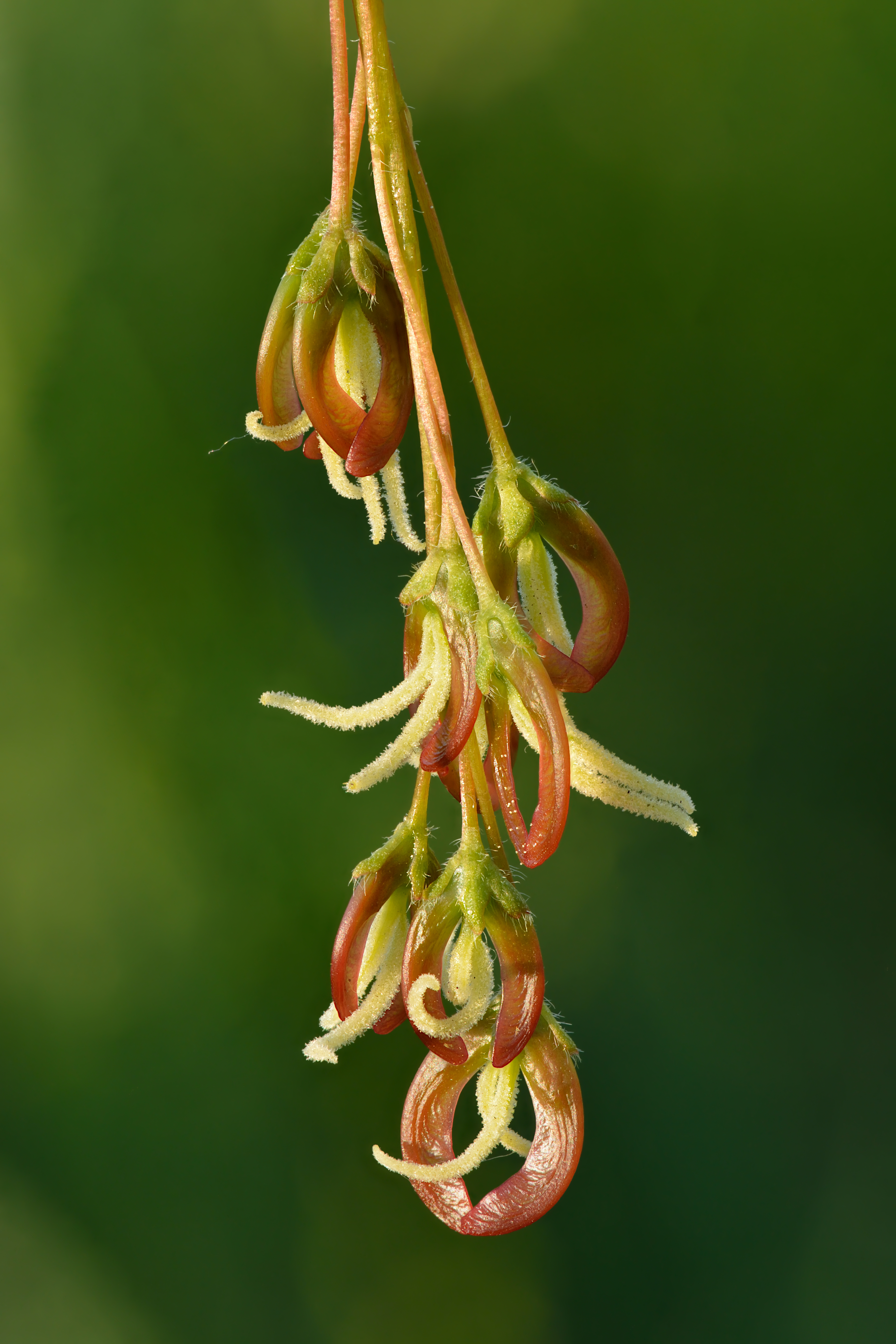
Жіночі квітки

Клен ясенелистий — невелике швидкоросле листопадне дерево заввишки 12–15 м (інколи до 21 м), з нерівномірною, крислатою кроною, що може набувати різноманітних форм залежно від умов місцезростання. Стовбур доволі низький, завширшки 30–60 см (інколи до 1 м). На відкритих місцях і узліссях зазвичай має декілька розлогих або навіть нахилених стовбурів, а гілки набувають плакучої форми, утворюючи, таким чином, хащі. Коли зростає поряд з іншими деревами в деревостані, стовбур рівний, розгалужується значно вище і несе високу, негусту крону. Відносно недовговічний, як правило живе не довше 60–75 років і до 30 років у вуличних посадках; максимальний вік — 100 років.
Кора тонка, тьмяно-сіра або світло-коричнева, з неглибокими переплетеними борозенками. Молоді пагони гладкі, зелені, часто з білуватим до рожевого або навіть фіолетового запушенням або восковим нальотом. Гілки гладкі, зазвичай залишаються зеленими, доволі крихкі, з вузькими листовими рубцями. Бруньки мають біле запушення; верхівкові бруньки гострі; бічні бруньки тупі, притиснуті.
На відміну від інших видів клена, листки складні, непарнопірчасті, із 3 або 5 (рідше 7) листочками. Молоді листки з обох боків повстисто-пухнасті, пізніше голі, яйцеподібні або ланцетні, 5–13 см завдовжки, 2,5–7,5 см завширшки, звичайно відтягнуто-гострокінцеві, по краю зубчасті; кінцевий листочок нерідко 3-лопатевий. Черешок завдовжки до 8 см; черешки у бічних листочків до 1 см завдовжки, і у кінцевого – до 2,5 см. Інколи трапляються і прості листки. Загалом листки варіюють за формою і часто нагадують листки ясена. Верхня частина листкової пластини має світло-зелене забарвлення, нижня – бліда, сріблясто-білого кольору. Осіннє забарвлення листя жовте. Відомі культивари з різноманітним забарвленням і формою листя.
Клен ясенелистий — дводомна рослина, тобто чоловічі та жіночі квітки розташовані на різних особинах. Квітки невеликі, блідо-жовто-зелені. Чоловічі квітки зібрані в щільні пучки, згодом квітконіжки видовжуються до 4–7 см і звисають, волосисті; чашечка їхня дрібна, до 1,5 мм завдовжки, вузькодзвоникувата, з 5 до середини зрослих листочків, волосиста; нитки тичинок волосоподібні, пиляки лінійні, 3–3,5 мм завдовжки. Жіночі квітки в рідких повислих китицях, зі зрослими лише в основі чашолистками; зав’язь спочатку волосиста, згодом оголена. Цвіте ранньою весною до розпускання листя впродовж близько 15 днів; чоловічі рослини зацвітають дещо раніше жіночих. Пилок розноситься, головним чином, вітром.
Плід — подвійна крилатка; крилатки 3—4 см завдовжки, розташовані під кутом менше 60 градусів відносно одна одної, з вузькими лінійно-ланцетними, жилкуватими гніздами. Плоди дозрівають у серпні–жовтні, часто тримаються на дереві до весни; під опадання крилатки відділяються одна від одної. Насіння без ендосперму, в 2–3 рази довше ніж ширше, помітно зморщене, має високу схожість. Вік першого плодоношення залежить від наявності ресурсів: на відкритому місці з нормальними ґрунтами він може становити 5 років, а під наметом лісу може досягати 15 років і більше. Вид має високу репродуктивну здатність. Наявність світла, очевидно, впливає на врожайність — жіночі екземпляри при нестачі світла продукують у 5 разів менше насіння, ніж рослини на відкритих місцях. Максимальну продуктивність оцінити важко: 100–500 тисяч крилаток на 1 дерево — це ще не максимальне значення.
Деревина м'яка, малоцінна й рідко використовується.

## Поширення
Первинний ареал клена ясенелистого охоплює територію від півдня Канади до гір Мексики; окремі популяції трапляються в Гватемалі. На північному сході ареал обмежений штатами Нью-Джерсі і Нью-Йорк, на північному заході — крайнім півднем канадської провінції Онтаріо, на південному заході — центральним Техасом, на південному сході — центральною частиною Флориди. Вид природно відсутній на заході Північної Америки, однак трапляється вздовж Атлантичного узбережжя. Наразі ареал у Північній Америці значно розширився за рахунок самосіву від створених раніше насаджень, зокрема зараз вид поширюється у західних штатах США і натуралізувався у західних провінціях Канади від Онтаріо до Нової Шотландії. У природному ареалі спостерігається клинальна мінливість кількісних ознак плодів (із півночі на південь – зменшення розмірів і маси крилаток), що призвело до виділення в його складі щонайменше шести географічних рас. Протягом кількох століть європейці активно використовували клен ясенелистий для озеленення, і, як наслідок, станом на сьогодні вид трапляється в дикому стані майже повсюдно в Європі та в окремих частинах Азії.

## Історія інтродукції
У Європу клен ясенелистий був завезений разом з іншими численними американськими рослинами в XVII столітті. Перша достовірно відома дата інтродукції – 1688 рік; тоді він був зареєстрований у саду Фулем в Англії. Пізніше клен був інтродукований у Голландії (1690 рік) і в Німеччині (1699 рік). У Польщі вперше відзначений у 1808 році.
Значно успішніше протікала інтродукція в Україні, куди насіння виду потрапило ще в 1809 році завдяки В.Н. Каразіну, який привіз його з США та Канади. Він висіяв це насіння у тому ж році в заснованому ним же Основ'янському акліматизаційному саду поблизу Харкова. Дерева, що виросли з цього насіння, відрізнялися швидким ростом і сизими від мікроскопічних волосків і специфічного нальоту пагонами. Потомство, отримане від цих дерев, висаджували в садах і парках півдня середньої смуги Росії та в Україні. У 1816 році клен ясенелистий уже ріс у Кременці, а від 1849 року відомий в Одесі. У 1865 році Графф зібрав гербарні екземпляри клена в Великоанадольському лісництві. Перша згадка про інтродукцію виду на Закарпатті датується 1898 роком, де зазначається, що клен ясенелистий входив до комплексу паркових композицій у с. Чертеж (Ужгородський район) поряд з іншими інтродукованими видами клена, відомий також з 1912 року в с. Луг (Рахівський район), де вирощувався з екзотичними лісовими культурами на експериментальних і виробничих ділянках. В Україні й у степовій зоні Росії клен ясенелистий культивують як лісову породу, а декоративні культивари широко використовувався в озелененні міських парків, садів, скверів.

## Екологічні особливості
У первинному ареалі широко трапляється на заплавах і болотистих місцях, у різноманітних листяних лісах Великих рівнин. Співіснує з такими домінантами лісу як ясен пенсильванський (Fraxinus pennsylvanica), тополя вузьколиста (Populus angustifolia), тополя тригранна (Populus sargentii), тополя осикоподібна (Populus tremuloides), верба (Salix spp.) і дуб великоплідний (Quercus macrocarpa). У горах Аризони і Нью-Мексико домінує в заплавних лісах.
Зимостійкий, в суворі зими річні пагони можуть частково обмерзати. Добре переносить посуху та забруднене повітря. Невибагливий до ґрунтових умов, але краще росте на родючих свіжих ґрунтах, на добре освітлених місцях.
Завдяки швидкому росту і надзвичайно високій екологічній пластичності є одним з найагресивніших дерев, які засмічують природні екосистеми лісової зони Євразії. Усюди розповсюджується самосівом, а зрубані влітку пагони діаметром 3—10 см, що лежать на землі, легко укорінюються на родючих ґрунтах. Швидкість поширення виду вітром становить 0,6—1 м/рік і до 100 м/рік водою, транспортними засобами, людиною, тваринами та птахами. В Україні вважається небезпечним інвазійним видом, інтродуцентом, що натуралізувався. Найінтенсивніше проникає у заплавні й прирічкові напівприродні та природні рослинні угруповання і сильно змінює їхню структуру та видовий склад, витісняючи місцеві деревні види, як-то ясен, в'яз, верба, тополя, і майже повністю знищуючи трав'яний покрив. Вид колонізує і величезний діапазон антропогенно змінених середовищ існування – занедбані парки, селища, занедбані орні поля, узбіччя доріг, залізничні полотна, звалища і навіть дахи будинків. Процес розселення йде порівняно швидко, оскільки в стадію плодоношення він вступає раніше, ніж більшість місцевих деревних видів. Зміна поколінь у нього відбувається також швидше, ніж у багатьох місцевих видів дерев у межах вторинного ареалу.

## Методи боротьби
Найдешевший і простий спосіб – це боротьба з розповсюдженням. Перш за все потрібно заборонити застосовувати його в озелененні населених пунктів. Також допомагає хімічна обробка ґрунту навколо дорослих рослин. Багато застосовують вирубування дерев, але це дуже малоефективний спосіб й навпаки має зворотний ефект. Через те що в клена ясенелистого, крім поверхневих коренів, є ще й глибинні, викорінення дорослих особин займає дуже багато часу. Випалювати їх за принципом «фінської свічки» теж марно, зважаючи на сильну насиченість водою. Та й випалені пні на наступний рік дають багато нових пагонів. Більш ефективний метод боротьби з чагарниками – це хімічний. Він включає в себе: обприскування крон дерев і молодих чагарників; введення препаратів безпосередньо в стовбур дерев; нанесення хімічних препаратів на кору біля самої основи дерева; обприскування пнів, для запобігання появи молодих пагонів. Найкраще поєднувати методи. Восени вирубувати, а навесні проводити хімічну обробку пнів і кореневої системи.

## Галерея

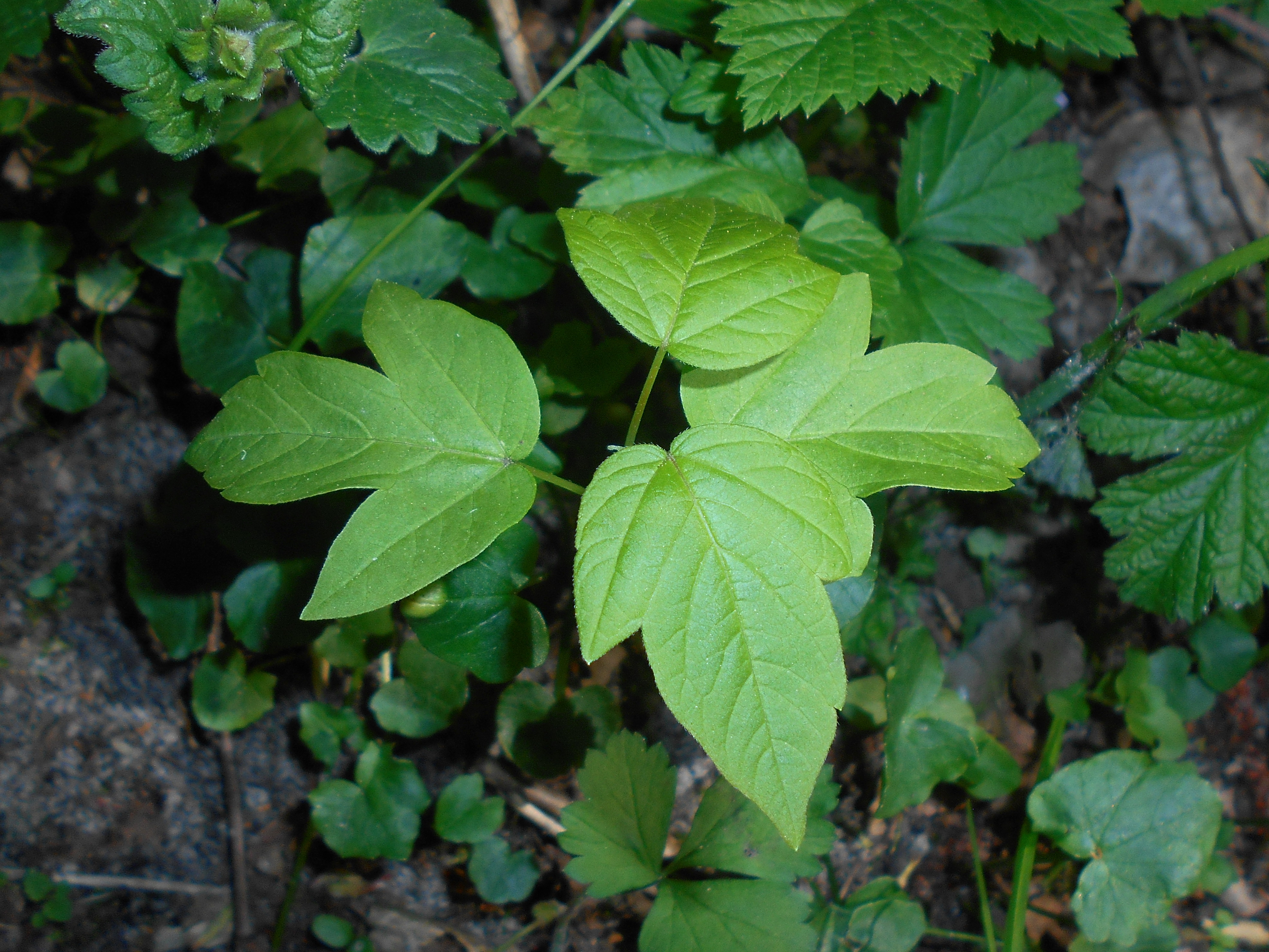
Сіянець
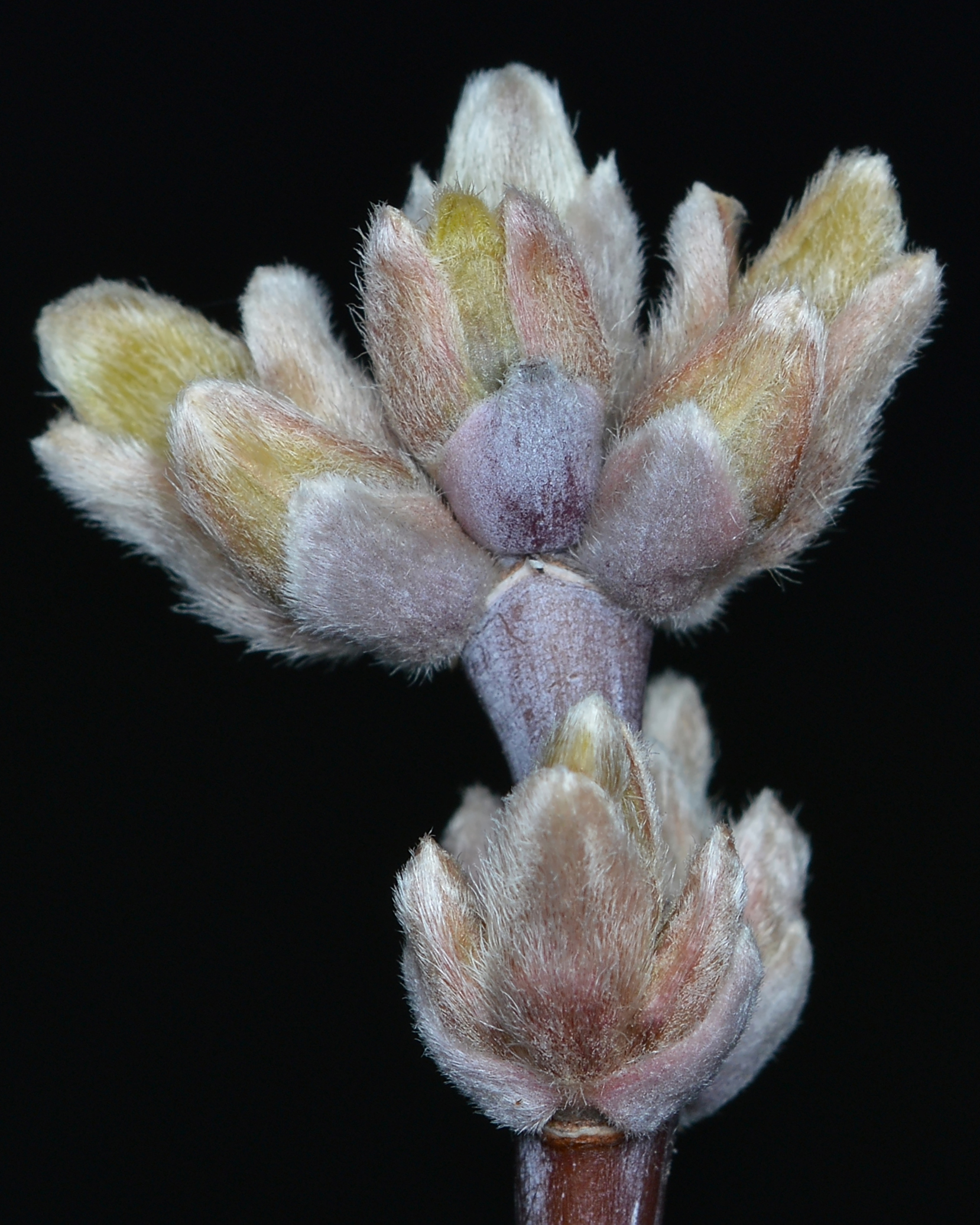
Бруньки
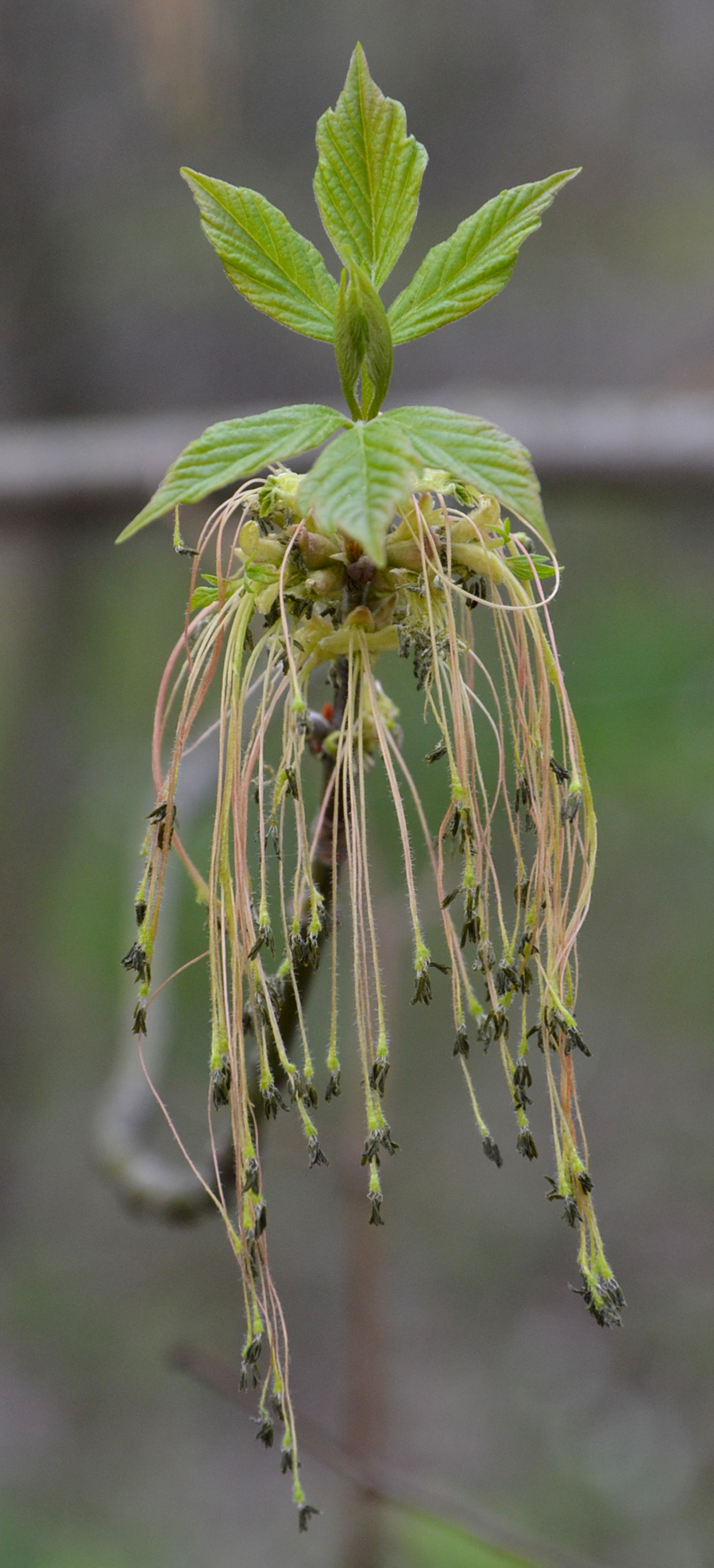
Суцвіття
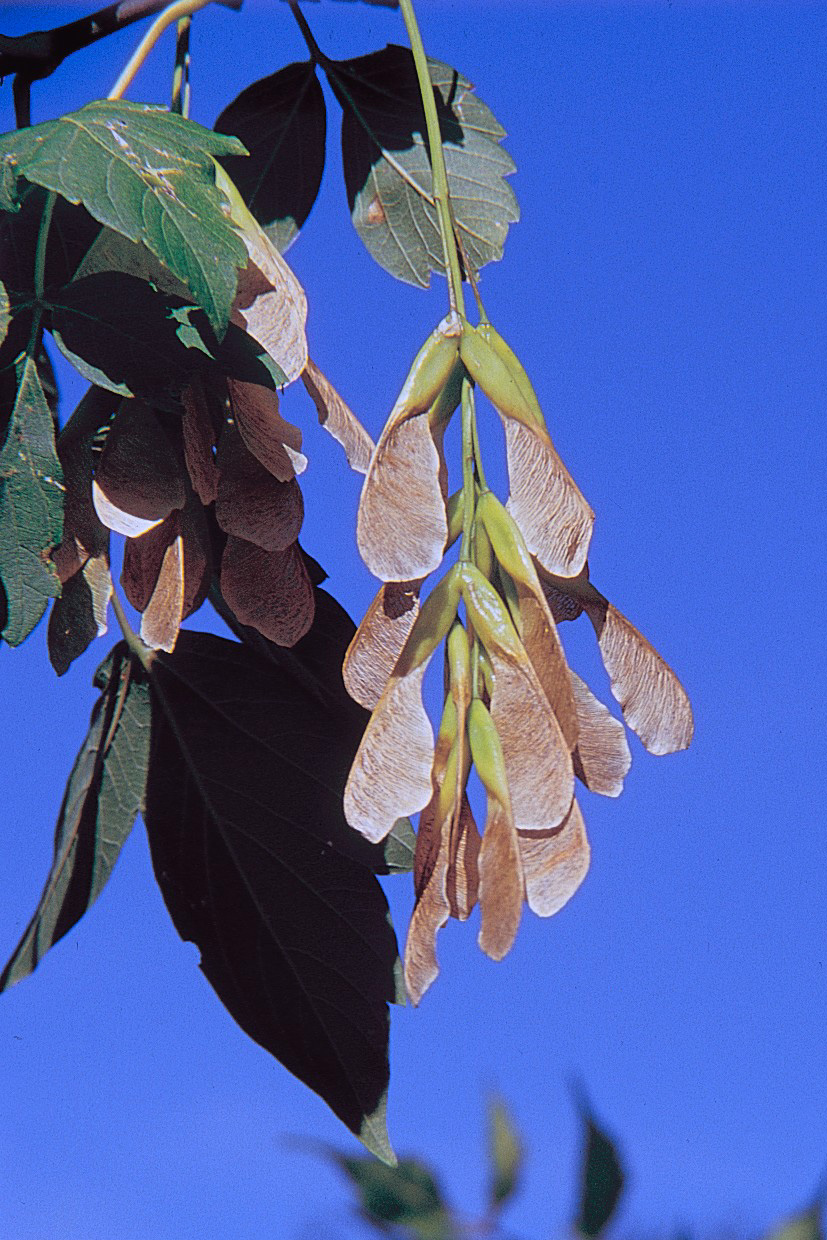
Крилатки
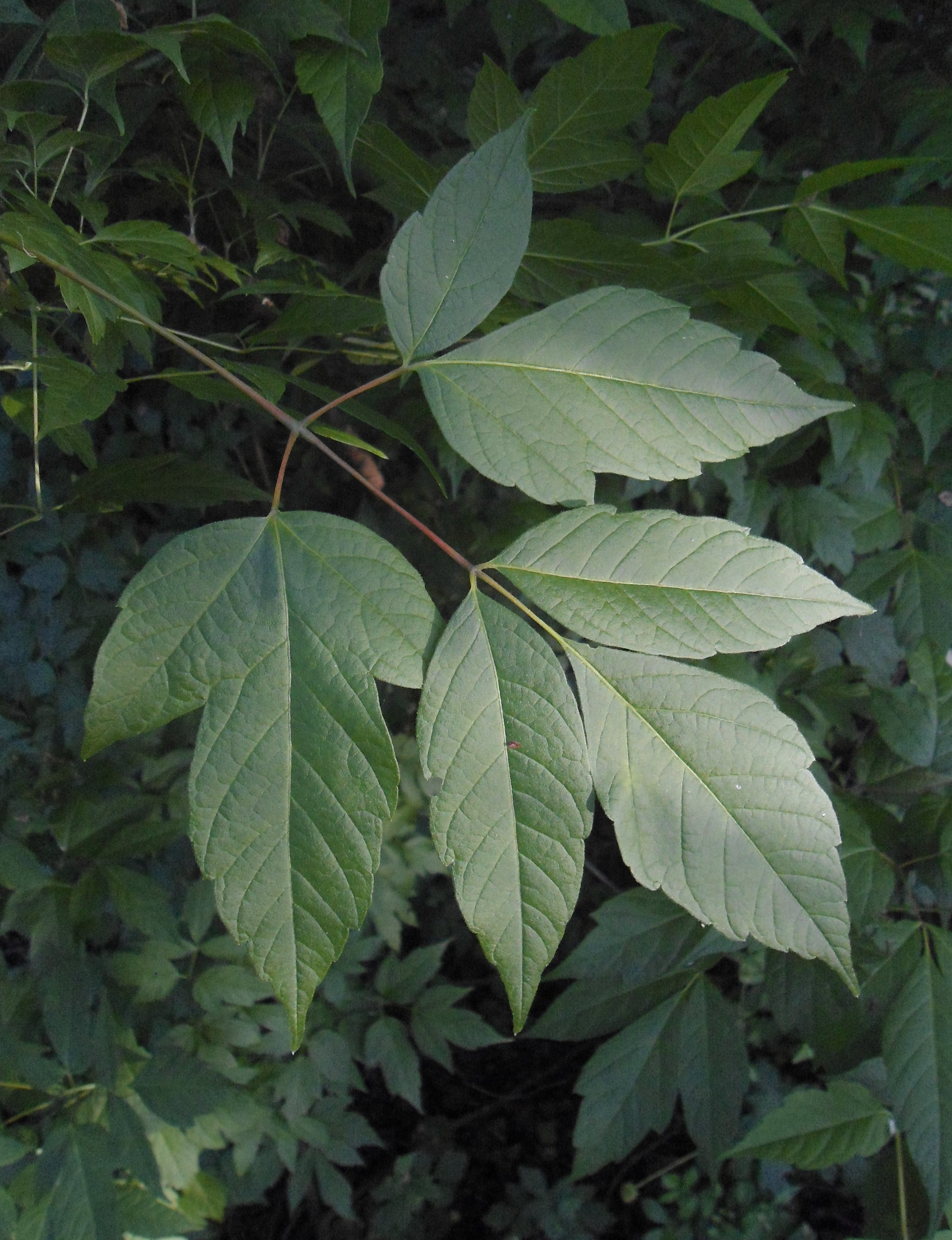
Листок
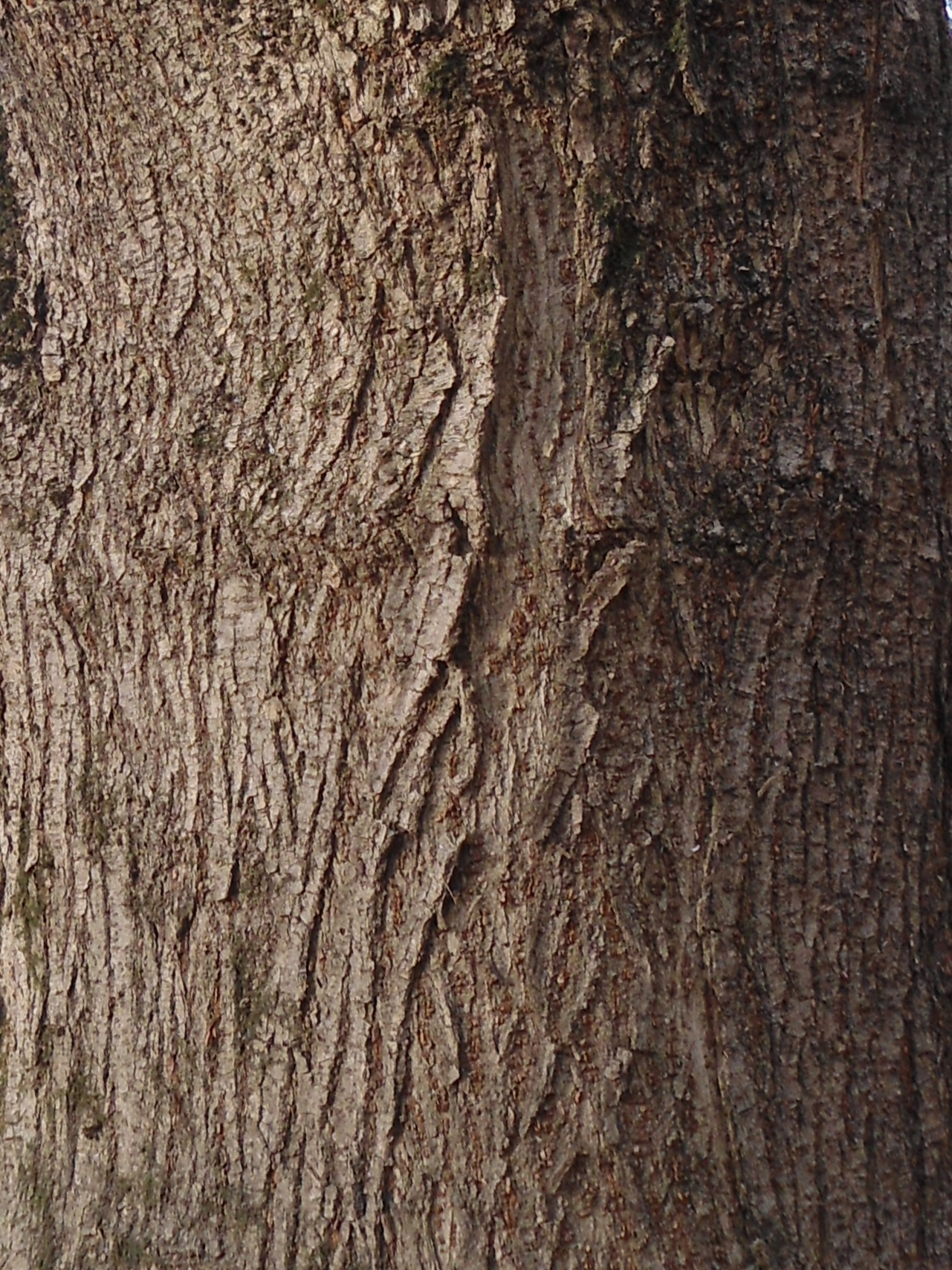
Кора дорослого дерева
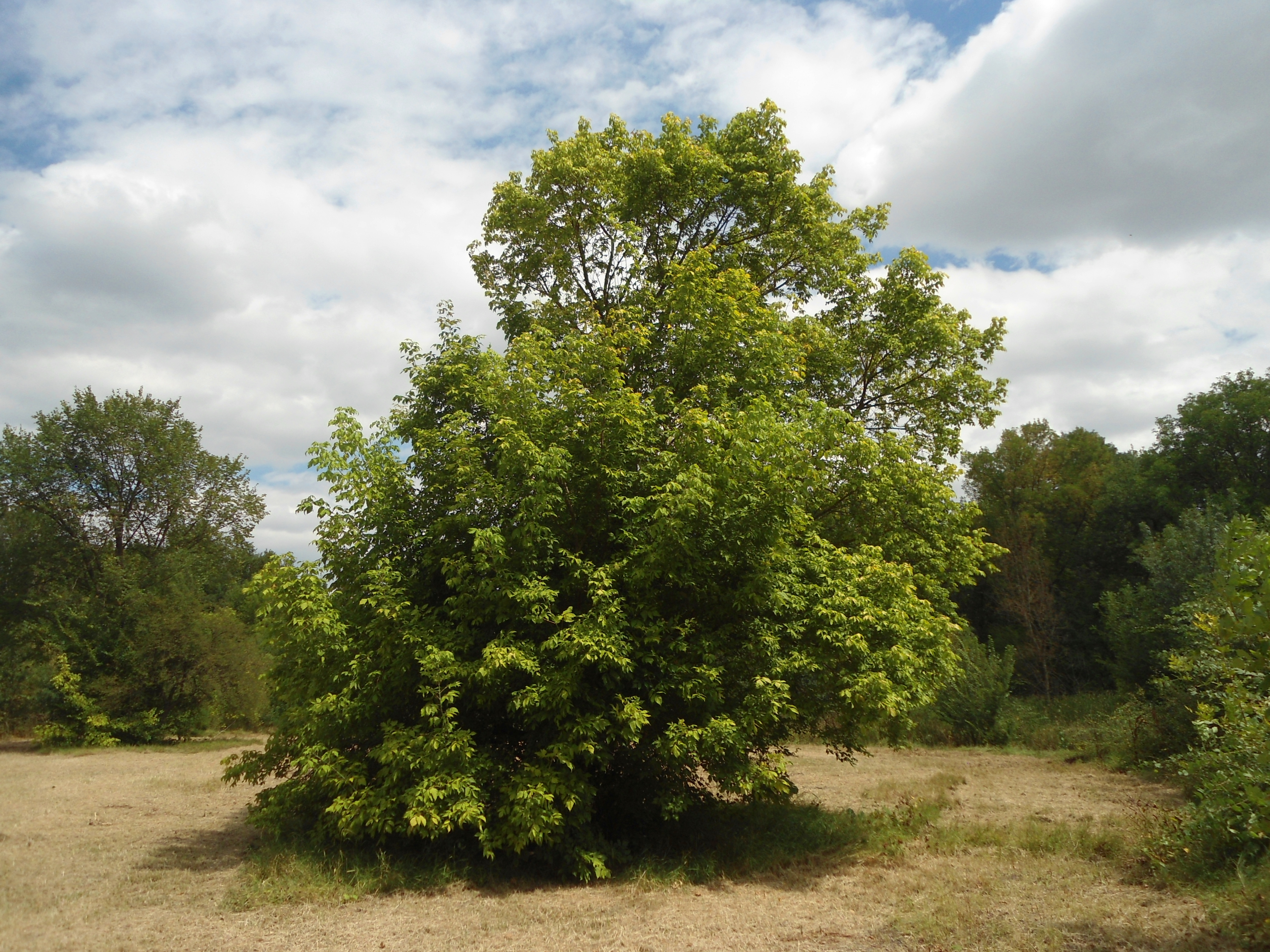
Дерево на відкритій місцевості